# Eucladodes
Eucladodes là một chi bướm đêm thuộc họ Noctuidae.